# Jim Crawford
 Jim Crawford  va ser un pilot de curses automobilístiques britànic que va arribar a disputar curses de Fórmula 1.
Va néixer el 13 de febrer del 1948 a Dunfermline, Fife, Escòcia i va morir el 6 d'agost del 2002 a Tierra Verde, Florida, Estats Units.

## A la F1
Jim Crawford va debutar a la desena cursa de la temporada 1975 (la 26a temporada de la història) del campionat del món de la Fórmula 1, disputant el 19 de juliol del 1975 el G.P. de la Gran Bretanya al circuit de Silverstone.
Va participar en dues curses puntuables pel campionat de la F1, disputades ambdues a la temporada 1975 aconseguint una tretzena posició com millor classificació en una cursa i no assolí cap punt pel campionat del món de pilots.
Fora de la F1 va participar diverses vegades a les 500 milles d'Indianapolis però sense resultats destacats.

## Resultats a la Fórmula 1
| Any  | Equip                          | Xassís | Motor | 1   | 2   | 3   | 4   | 5   | 6   | 7   | 8   | 9   | 10      | 11  | 12  | 13     | 14  | Posició | Punts |
| ---- | ------------------------------ | ------ | ----- | --- | --- | --- | --- | --- | --- | --- | --- | --- | ------- | --- | --- | ------ | --- | ------- | ----- |
| 1975 | John Player Special Team Lotus | Lotus  | Ford  | ARG | BRA | SUD | ESP | BEL | MON | SUE | HOL | FRA | GBR Ret | ALE | AUT | ITA 13 | USA | -       | 0     |

### Resum
| Curses: | Victòries: | Pòdiums: | Poles: | Voltes ràpides: | Punts: |
| ------- | ---------- | -------- | ------ | --------------- | ------ |
| 2       | 0          | 0        | 0      | 0               | 0      |